# Liste der Monuments historiques in Rouvray (Côte-d’Or)
Die Liste der Monuments historiques in Rouvray führt die Monuments historiques in der französischen Gemeinde Rouvray auf.

## Liste der Immobilien
| Bezeichnung    | Beschreibung       | Standort                         | Kennzeichnung | Schutzstatus | Datum | Bild |
| -------------- | ------------------ | -------------------------------- | ------------- | ------------ | ----- | ---- |
| Café du Soleil | Ladenfassade, 1920 | 55 rue du Général Leclerc (Lage) | PA00112614    | Inscrit      | 1986  |      |

## Liste der Objekte
| Bezeichnung                  | Beschreibung                                                                 | Standort                       | Kennzeichnung | Schutzstatus | Datum | Bild |
| ---------------------------- | ---------------------------------------------------------------------------- | ------------------------------ | ------------- | ------------ | ----- | ---- |
| Zwei Kirchenfenster          | Buntglas, Ende des 15. Jahrhunderts, im 19. oder 20. Jahrhundert neu gefasst | in der Kirche St-Didier (Lage) | PM21001895    | Classé       | 1913  |      |
| Glocke Reine-Marie-Pierrette | Bronze, Erstguss 1792, Neuguss 1948                                          | in der Kirche St-Didier (Lage) | PM21001897    | Classé       | 1943  |      |
| Glocke                       | Bronze, mittelalterlich, Neuguss 1948                                        | in der Kirche St-Didier (Lage) | PM21001898    | Classé       | 1943  |      |
| Skulptur Madonna mit Kind    | Holz, 16. Jahrhundert                                                        | in der Kirche St-Didier (Lage) | PM21001899    | Classé       | 1960  |      |